# Philo Ikonya
Philo Ikonya, född 1959, är en kenyansk poet, romanförfattare, journalist och människorättsaktivist. 
Hennes artiklar och böcker handlar ofta om den nuvarande politiska situationen i Kenya. Hon var ordförande för PENs kenyanska avdelning för författare. Sedan hon åtskilliga gånger hade blivit arresterad och blivit svårt misshandlad medan hon var i polisarresten, lämnade hon Kenya i politisk exil.

## Utbildning
Ikonya läste på University of Nairobi, där hon fick en master’s degree i litteratur. Hon har undervisat i semiotik vid Tangaza College som tillhör Catholic University of Eastern Africa.

## Yrkesliv
Förutom tidnings- och tidskriftsartiklar har Ikonya skrivit poesiböcker och en roman, Kenya, Will You Marry Me? Hon har också översatt en poesibok av den kinesiska poeten Jidi Majia till språket swahili.

## Aktivism
När hon var i Kenya, var Ikonya aktiv i arbetet med mänskliga rättigheter och icke- våldsaktivism och arresterades två olika gånger 2007. Vid en protest 2008 mot Kenyas dåvarande president Mwai Kibaki, sade hon, "Varje dag händer något som visar ledarnas okänslighet och det leder till allmänt missnöje" 2009 lärde hon känna den brittiska journalisten Michela Wrongs bok It's Our Turn to Eat: The Story of a Kenyan Whistle-Blower, som hade varit tillgänglig internationellt, men hade varit censurerad i Kenya. Ikonya och andra medlemmar av kenyanska PEN skaffade sig exemplar av boken, som de tog med sig tillbaka till Kenya för en bredare distribution.
Den 18 februari 2009 blev Ikonya och två andra arresterade utanför Kenyas parlament när de protesterade mot hyperinflationen i landet. När hon var i polisarresten blev hon svårt misshandlad av en polisman. Senare samma år lämnade hon Kenya och åkte till International City of Refuge i Oslo. Hon fortsatte att arbeta för PEN, och med deras Writers in Prison Committee.